# Courant potassique rectifiant activé par les protéines G
Le courant potassique rectifiant activé par les protéines G ou GIRK, pour l'anglais G-protein activated Inwardly Rectifying K+ current, appartient à la famille des courants potassiques rectifiant. Le terme rectifiant est ici utilisé en référence au composant électronique, le redresseur ((en) rectifier), qui n'est conducteur que pour une polarité. 
La séparation du complexe trimèrique des protéines G active ce courant via les sous-unités β (bêta) et γ (gamma). Ce courant entraîne une hyperpolarisation du potentiel de repos qui inhibe le neurone.